# Farmville (Virginia)
Farmville is een plaats (town) in de Amerikaanse staat Virginia, en valt bestuurlijk gezien onder Cumberland County en Prince Edward County.

## Demografie
Bij de volkstelling in 2000 werd het aantal inwoners vastgesteld op 6845.
In 2006 is het aantal inwoners door het United States Census Bureau geschat op 6898, een stijging van 53 (0.8%).

## Geografie
Volgens het United States Census Bureau beslaat de plaats een oppervlakte van
18,2 km², waarvan 18,0 km² land en 0,2 km² water. Farmville ligt op ongeveer 139 m boven zeeniveau.

## Plaatsen in de nabije omgeving
De onderstaande figuur toont nabijgelegen plaatsen in een straal van 28 km rond Farmville.

## Geboren
- Joseph Johnston (1807-1891), beroepsofficier en Zuidelijke generaal tijdens de Amerikaanse Burgeroorlog